# San Giorgio delle Pertiche
San Giorgio delle Pertiche é uma comuna italiana da região do Vêneto, província de Pádua, com cerca de 7.829 habitantes. Estende-se por uma área de 18 km², tendo uma densidade populacional de 435 hab/km². Faz fronteira com Borgoricco, Campo San Martino, Campodarsego, Camposampiero, Curtarolo, Santa Giustina in Colle, Vigodarzere.

## Demografia
| Variação demográfica do município entre 1861 e 2011                               |
|                                                                                   |
| Fonte: Istituto Nazionale di Statistica (ISTAT) - Elaboração gráfica da Wikipedia |